# Sikkelceltest
De sikkelceltest is een medische test voor het bevestigen van een veronderstelde HbS-variant. De HbS-variant kan men aantonen met behulp van verschillende technieken zoals scheiding met high performance liquid chromatografie (HPLC) of capillaire elektroforese. 
Er bestaan ook twee andere methoden die gebruikt worden als bevestiging nadat bovenstaande technieken zijn uitgevoerd. De solubiliteitstest, beschreven door Itano et al. is commercieel verkrijgbaar. De andere sikkelceltest of sikkeltest is niet commercieel verkrijgbaar en is beschreven op www.hbpinfo.com. Zie ook referentie Daland et al. 

## Toepassingen
- Differentiaaldiagnostiek HbS.
- Vaststellen risicoparen voor het krijgen van een kindje met HbS.
- Ter voorkoming van orgaaninfarcten bij dragers of patiënten die een diagnose moeten ondergaan.

## Interpretatie
De cellen gaan sikkelen in de aanwezigheid van HbS en door onttrekking van zuurstof aan het preparaat.

## Stoorfactoren
De solubiliteitstest kan valspositieve uitslagen geven in aanwezigheid van foetaal hemoglobine (HbF), oude monsters en andere of instabiele hemoglobine varianten.
Zowel de solubiliteitstest als de sikkelceltest kunnen valsnegatieve uitslagen geven bij het niet goed uitvoeren van de test.